# Parque Beihai

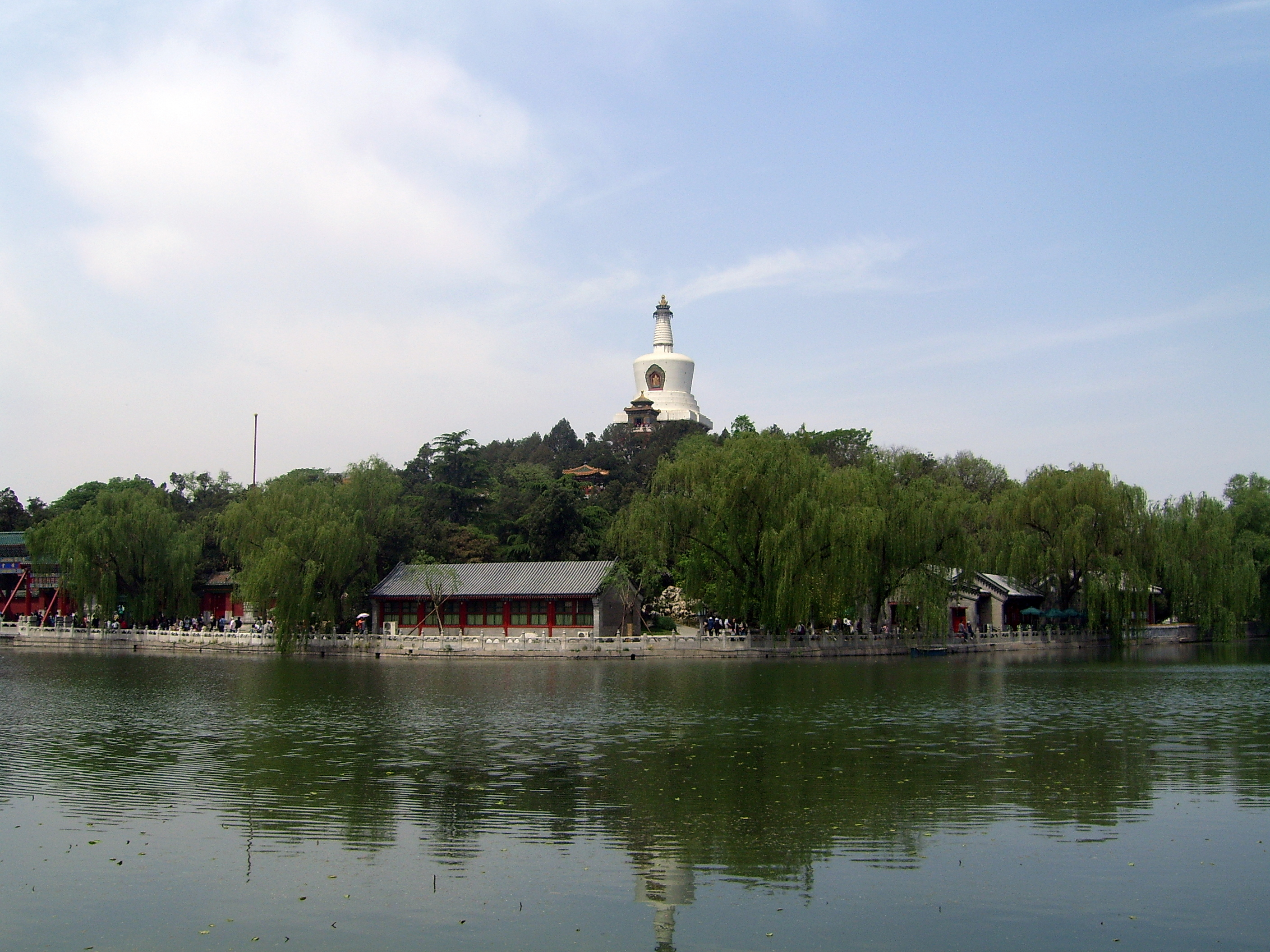
Bai Ta na Ilha Qionghua olhando para fora do lago

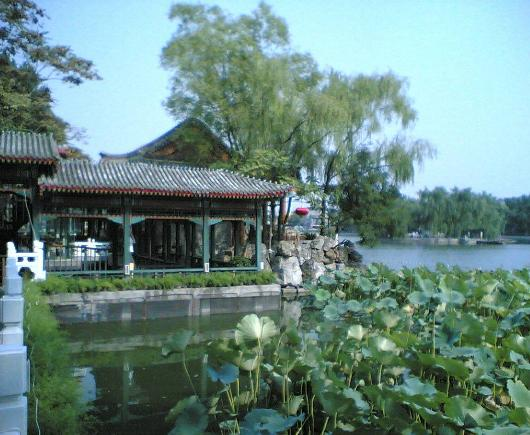
Jardins Clássicos Chineses podem ser encontrados em todo o parque.

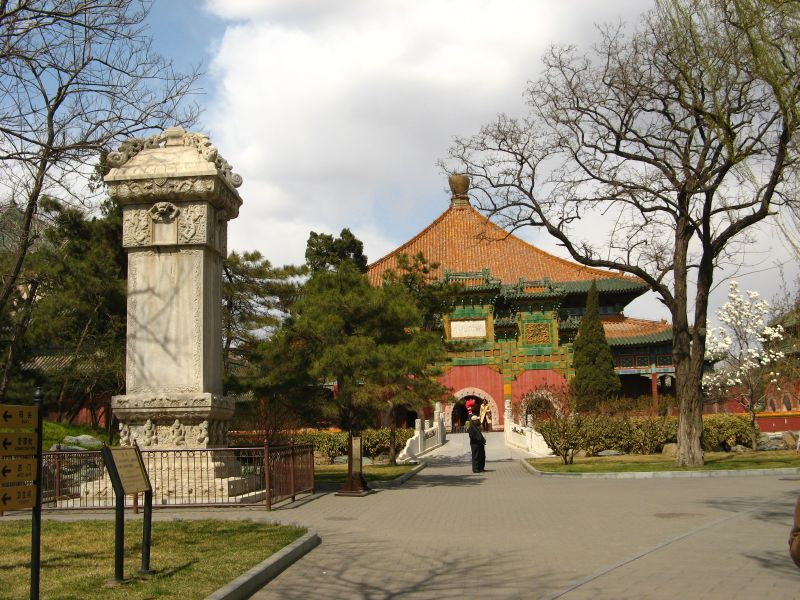

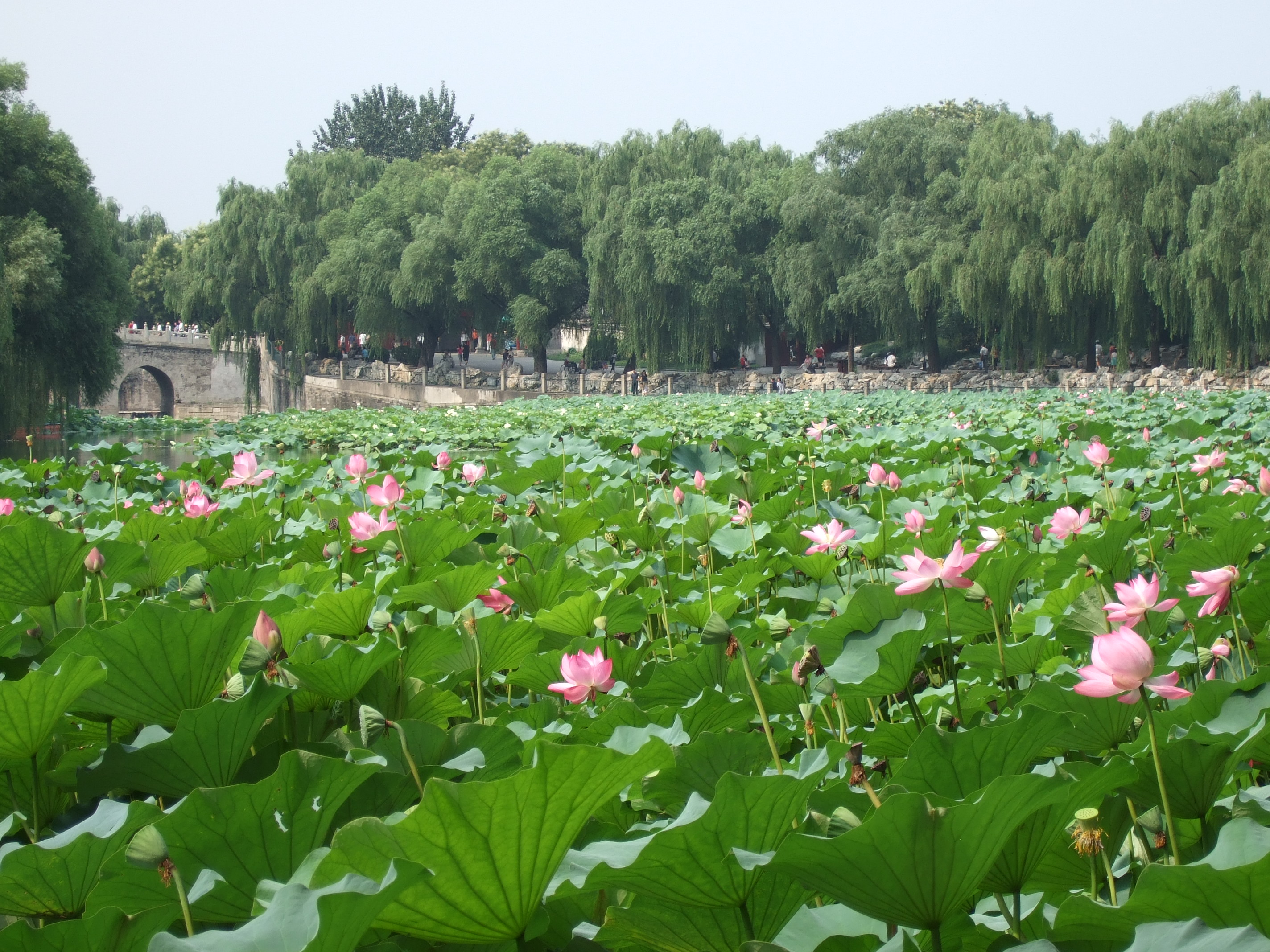

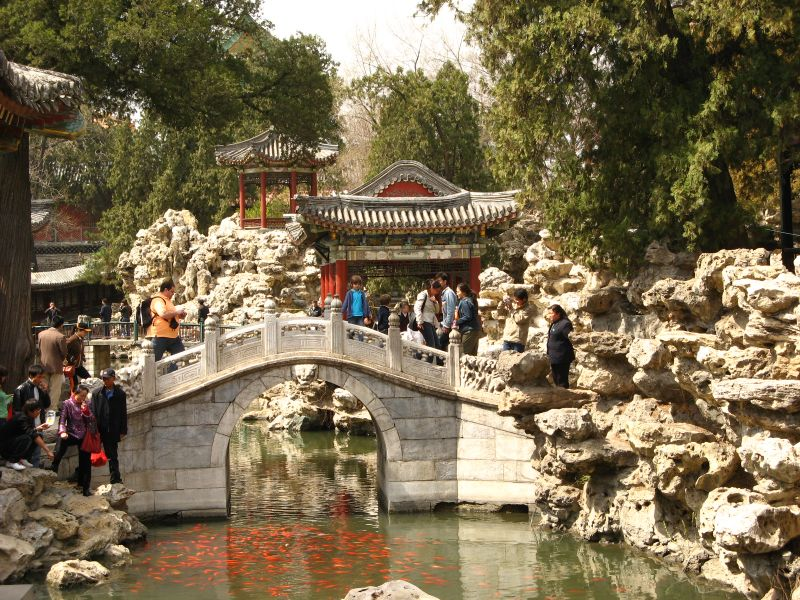

O Parque Beihai, (em chinês北海公园 ; Pinyin Běihǎi Gōngyuán) é um jardim imperial a noroeste da Cidade Proibida em Pequim. Inicialmente construído no século X, é o maior dentre os jardins chineses, e contém numerosas e historicamente importantes estruturas, palácios e templos. Antes do final da Dinastia Qing esta área foi ligada à Cidade Proibida, mas desde 1925 está aberta ao público.
O Parque tem uma área de mais de 69 hectares, com uma lago que abrange mais de metade do todo o Parque. No centro do Parque está uma ilha há uma ilha chamada de Ilha Qiónghuá (琼华) com o ponto mais alto de 32 metros. No Norte do Parque há uma grande piscina chamada de Piscina Taiye conectada com duas outras piscinas, chamadas de Lago Médio e Lago do Sul respectivamente. Assim a Piscina Taiye é também chamada de Beihai.
Beihai significa literalmente "Mar do Norte". Também corresponde a "Mar do Central" e " Mares do Sul" (Zhongnanhai). O complexo de edifícios em torno de Zhongnanhai cujas casas pertencem aos líderes primordiais da China.
O Parque Beihai, tal como muitos dos jardins imperiais chineses, foi construído para imitar as pinturas e arquitecturas de várias regiões da China; o lago Taihu, os elaborados pavilhões e os Canais em Hangzhou and Yangzhou, as delicadas estruturas dos jardins de Suzhou e muitos mais serviram de inspiração para a concepção de inúmeros locais neste magnifico jardim imperial. As estruturas e cenários no Parque Beihai são descritas como obras de arte da jardinagem técnica que reflectem o estilo e a soberba habilidade arquitectónica e riqueza da arte do Jardim Chinês Tradicional. 

## Atracções

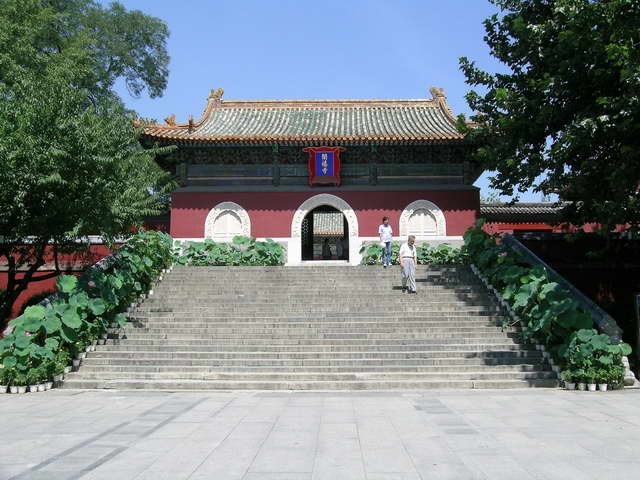
A Entrada para o Templo Chanfu, situado na costa norte do lago.

A Bai Ta (Dagoba Branca) está a 40 metros de altura, a Stupa está colocada no ponto mais alto da Ilha Qiónghuá. Seu corpo é feito de pedra branca. O Sol, lua e chamas estão gravadas de modo a decorar a superfície da torre.
Destruída em 1679 por um terramoto, foi restaurado no ano seguinte e novamente em 1976, por causa de um terremoto ocorrido na Cidade de Tangshan, perto da Cidade de Pequim. Um relicário, escondeu da estrutura umas Escrituras Budistas, monges em mantos e tigelas de esmolas, e os ossos de monges (os seus restos após a cremação).
Existem vários templos budistas célebres dentro do parque, tais como o Templo Yong'an (Templo da Paz Eterna) e o Templo Chanfu.
Na margem norte, situa-se o Pavilhão dos Cinco Dragões, conjunto de cinco pavilhões que estão ligados por espirais, com pontas de beirais construídas na Dinastia Ming.
A Muralha dos Nove-Dragões fica a norte do Pavilhão-Cinco-Dragões. Foi construída em 1756 e é uma das três muralhas de seu tipo em toda a China. É feita de vidro partido de  sete-cores. Nove Dragões completos a brincar nas nuvens decoram ambos os lados da muralha.
Também na margem na norte está o Quarto Jingxin (Quarto do Coração Silencioso). É um jardim dentro do parque, e abrange uma área de mais de 4000 m².
A Muralha Circular (Tuancheng) tem como principal estrutura o Corredor da Luz Recebida (Chengguangdian), um espaçoso edifício com um tecto de dupla espessura feito de azulejos amarelos bordados em verde.
No interior há um Buda de 1,6 m de altura oferecida por um rei cambojano (Khmer). É esculpida de uma única peça de jade branco puro incrustado com pedras preciosas. A Aliança das Oito Nações danificou o braço esquerdo da estátua na Batalha de Pequim em 1900.
No Parque Beihai pode-se encontrar rochas Taihu trazidas da província de Henan e uma variedade de coleções de arte que vão desde frascos de jade da era Yuan a uma colecção de 495 estelas de centenas de anos.

## Mais imagens

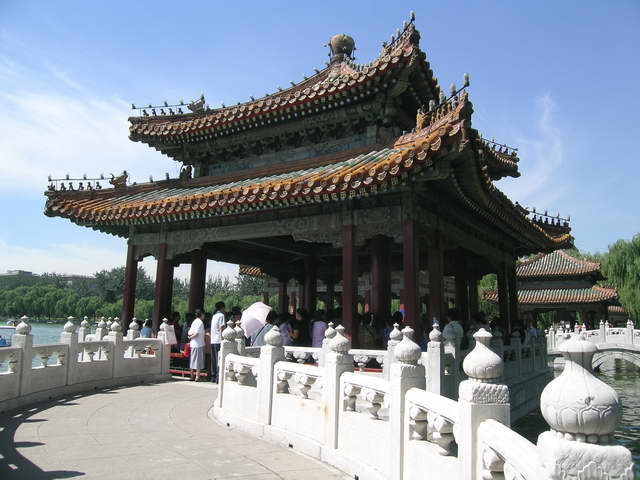
Um dos Pavilhões dos Cinco-Dragões
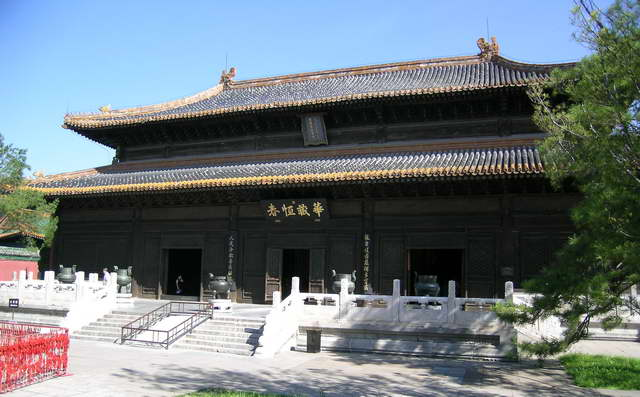
Muralha Dacizhenru
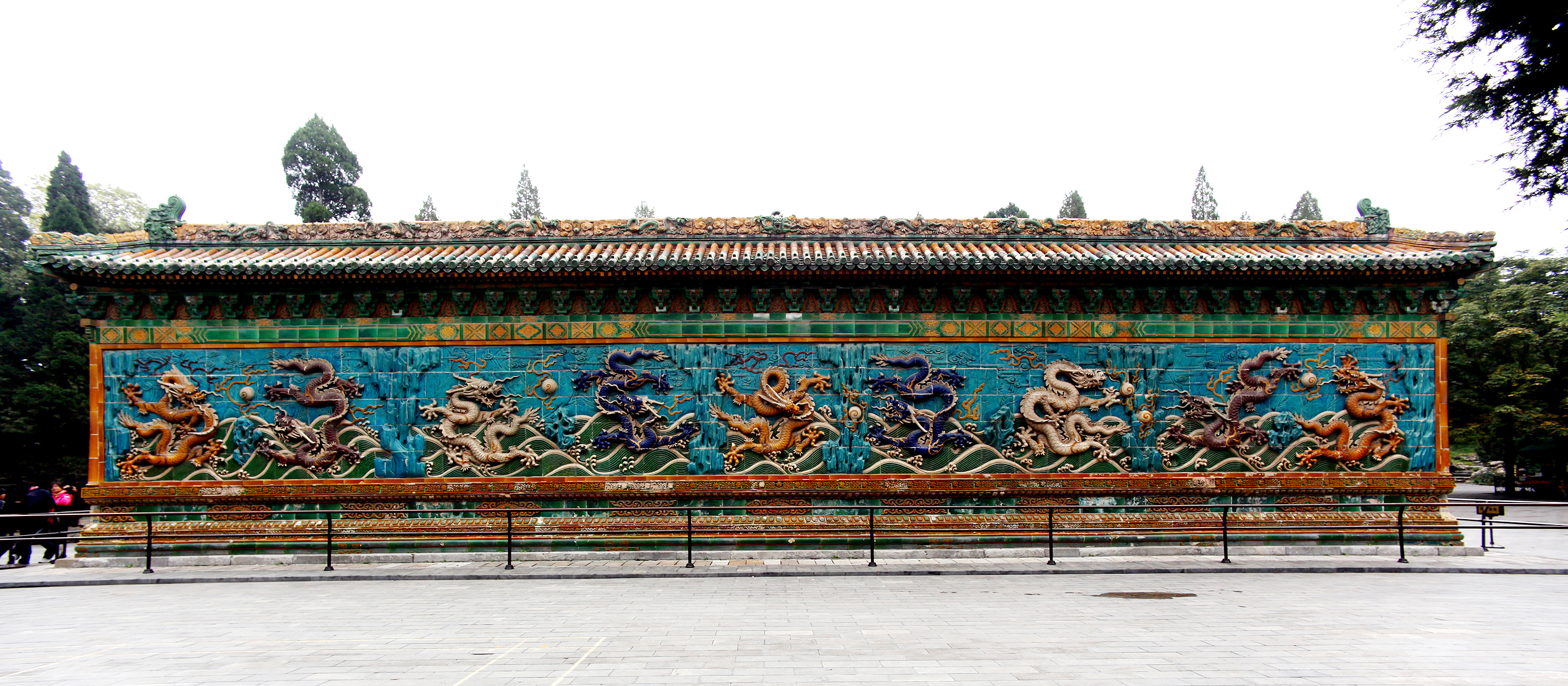
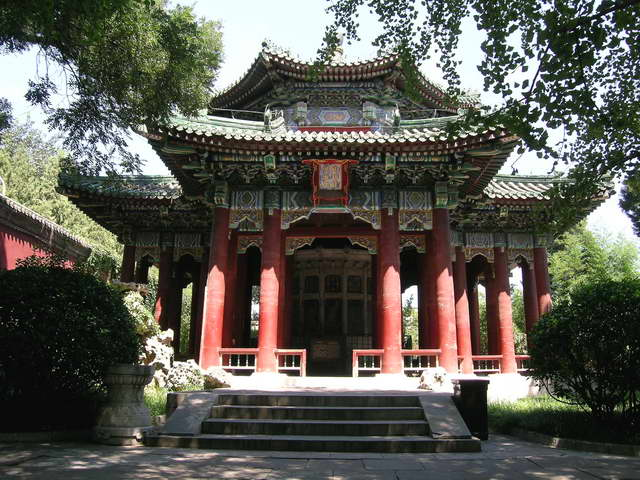
Pavilhão Miaoxiang